# Giv'at Šapira
Giv'at Šapira (hebrejsky גִּבְעַת שַׁפִּירָא, doslova „Šapirův vrch“, v oficiálním přepisu do angličtiny Giv'at Shappira, přepisováno též Giv'at Shapira) je vesnice typu mošav v Izraeli, v Centrálním distriktu, v Oblastní radě Emek Chefer.

## Geografie
Leží v nadmořské výšce 34 metrů v hustě osídlené a zemědělsky intenzivně využívané pobřežní nížině respektive Šaronské planině. Východně od vesnice prochází vádí Nachal Avichajil.
Obec se nachází 2 kilometry od břehu Středozemního moře, cca 33 kilometrů severovýchodně od centra Tel Avivu, cca 51 kilometrů jihozápadně od centra Haify a 9 kilometrů jihozápadně od města Chadera. Giv'at Šapira obývají Židé, přičemž osídlení v tomto regionu je etnicky převážně židovské. Vesnice leží na severním okraji města Netanja, s nímž tvoří jeden souvislý urbanistický celek.
Giv'at Šapira je na dopravní síť napojen pomocí místních komunikací v rámci aglomerace Netanje. Na jižním okraji obec míjí dálnice číslo 2.

## Dějiny
Giv'at Šapira byl založen v roce 1958. Vesnice je pojmenována podle ruskožidovského sionisty Cvi Hermana Shapiry, který jako jeden z prvních navrhl zřídit Židovský národní fond pro výkupy pozemku pro židovské osidlování Palestiny.
Správní území obce dosahuje 900 dunamů (0,9 kilometru čtverečního). Místní ekonomika je založena na zemědělství.

## Demografie
Podle údajů z roku 2014 tvořili naprostou většinu obyvatel v Giv'at Šapira Židé (včetně statistické kategorie "ostatní", která zahrnuje nearabské obyvatele židovského původu ale bez formální příslušnosti k židovskému náboženství).
Jde o menší sídlo vesnického typu s dlouhodobě rostoucí populací. K 31. prosinci 2014 zde žilo 443 lidí. Během roku 2014 populace stoupla o 16,0 %.
| Rok            | 1961 | 1972 | 1983 | 1995 | 2001 | 2003 | 2004 | 2005 | 2006 | 2007 | 2008 | 2009 | 2010 | 2011 | 2012 | 2013 | 2014 |
| -------------- | ---- | ---- | ---- | ---- | ---- | ---- | ---- | ---- | ---- | ---- | ---- | ---- | ---- | ---- | ---- | ---- | ---- |
| Počet obyvatel | 82   | 116  | 109  | 119  | 139  | 139  | 168  | 195  | 218  | 234  | 245  | 360  | 377  | 368  | 379  | 382  | 443  |